# 盛览
盛览，西汉词赋家。字长通，一字叔通。牂牁人，一说为叶榆（今云南省大理市）人。
盛览为牂牁名士，向司马相如学赋，研习作赋之法，司马相如对他说：“合纂组以成文，列锦绣以为质，一经一纬，一宫一商，此赋之迹也。赋家之心包括宇宙、总览人物，斯乃得之于内，不可得而传。”盛览作《合组歌》《列锦赋》二篇，另著《赋心》四卷，回到家乡以授其乡人，牂牁文教始开，对传播汉族文化作出贡献。又说《合组歌》《列锦赋》为其友扬雄所作。